# アメリカ社会民主党
アメリカ合衆国社会民主主義者（アメリカがっしゅうこくしゃかいみんしゅしゅぎしゃ、Social Democrats USA）はアメリカの社会民主主義を掲げる政党もしくは政治団体。
1972年から73年にかけてアメリカ社会党が3分裂した際、党内右派の反共主義的な知識人や労働運動活動家によって形成された。社会民主主義を掲げてはいたが、特に外交・安全保障政策においては反共主義の立場からタカ派的な主張が目立ち、民主党員が多いといわれていたが実際には共和党とも関係があった。冷戦期においてはソ連や共産圏への強硬姿勢を支持し、ロナルド・レーガン大統領政権下ではカール・ガーシュマンのように全米民主主義基金（NED）の活動に加わったメンバーもいる。また、その外交姿勢は内政干渉も辞さないもので、ポーランドの独立自主管理労働組合「連帯」やイスラエルを強く支持し、イラク戦争にも（「友党」視していたトニー・ブレアのイギリス労働党政権が加わったこともあって）支持を惜しまなかった。
アメリカの新保守主義（俗にいうネオコン）に関わった人物が多いとされ 、ジョシュア・ムラフチクのようにネオコンを自称する人物も元党員におり、対抗してアメリカ民主社会主義者を設立したマイケル・ハリントンはネオコンを造語したことで知られる。実際、3つに分かれた旧アメリカ社会党のなかでもトロツキストから反ソ連の姿勢に転じたマックス・シャハトマンの流れを一番強く引いている。
2005年に長らく指導者だったペン・ケンブルが死去すると活動がなくなり、2007年には加盟していた社会主義インターナショナルから資格消滅の判断を受けた。